# Anolis vermiculatus
Anolis vermiculatus és una espècie de sauròpsid (rèptil) escatós de la família Dactyloidae endèmica de la regió occidental de Cuba, al Carib.

## Característiques
Anolis vermiculatus mesura fins a 35 cm de llarg, essent un dels Anolis més grans. Té el cap més o menys llarg però menys punxegut que altres Anolis; té una coloració marronosa, esquitxat de taques groguenques, grises, l'ocre i vermel. Té potes molt llargues i una pell força escamosa.

## Història natural
Aquest llangardaix té una vida gairebé aquàtica, viu prop dels rius. Tan adaptat està a l'ecosistema que pot caminar amb agilitat tant sobre l'aigua com per terra per escapar dels seus depredadors. Per aquesta causa també se l'anomena llangardaix caiman o llangardaix d'aigua.